# Bostrichus capucinus
Bostrichus capucinus là một loài bọ cánh cứng trong họ Bostrichidae. Loài này được Linnaeus miêu tả khoa học năm 1758.

## Hình ảnh

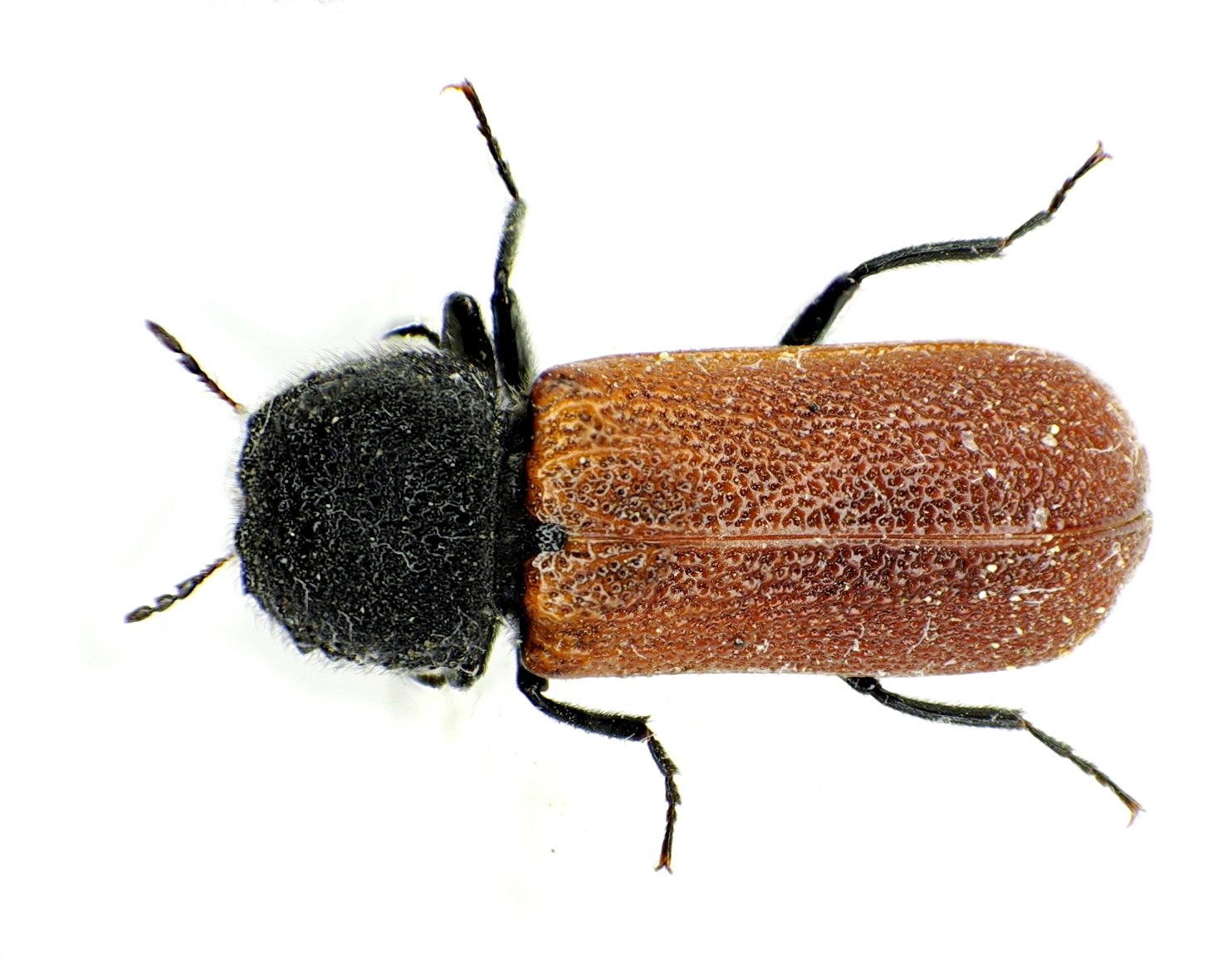
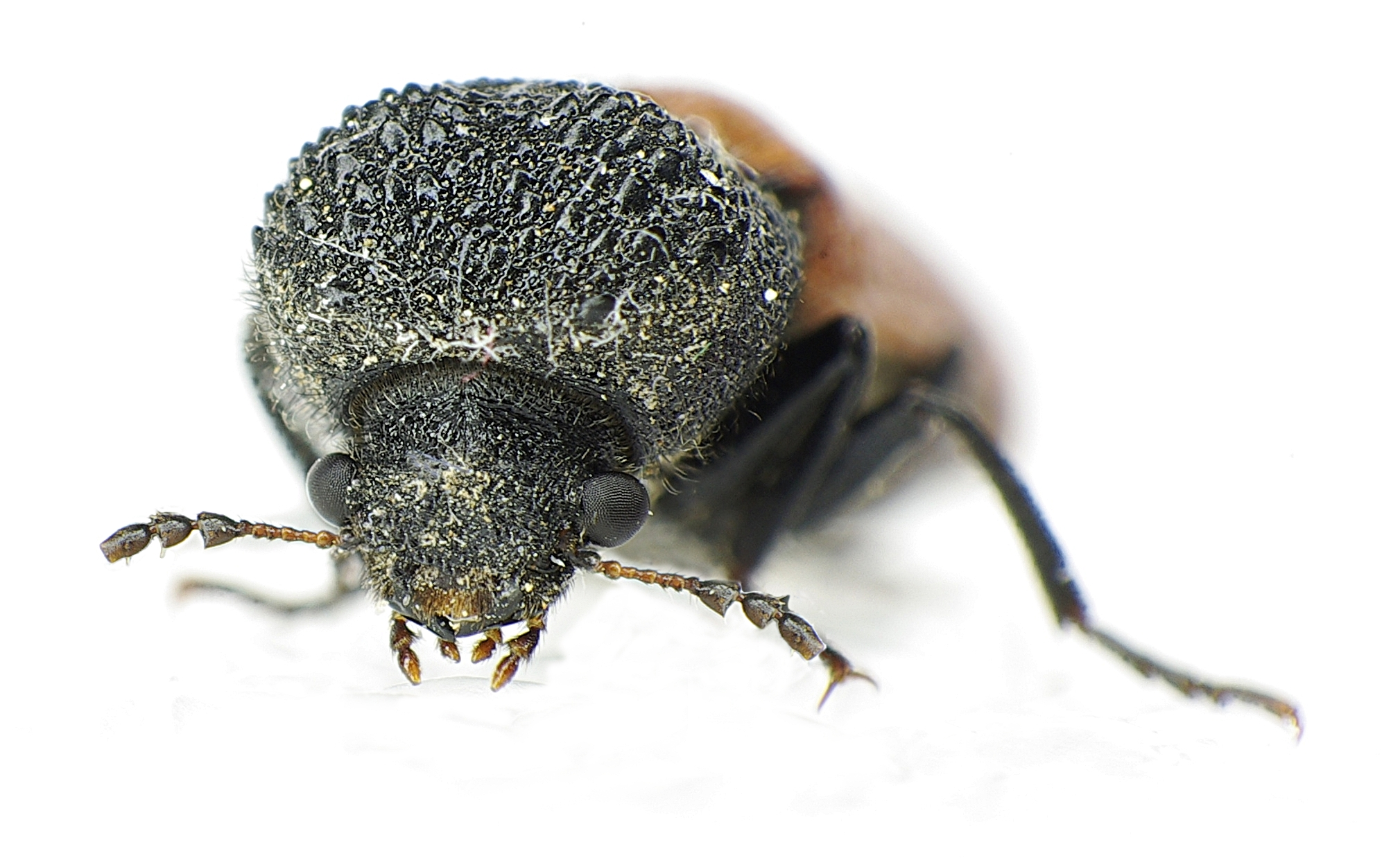
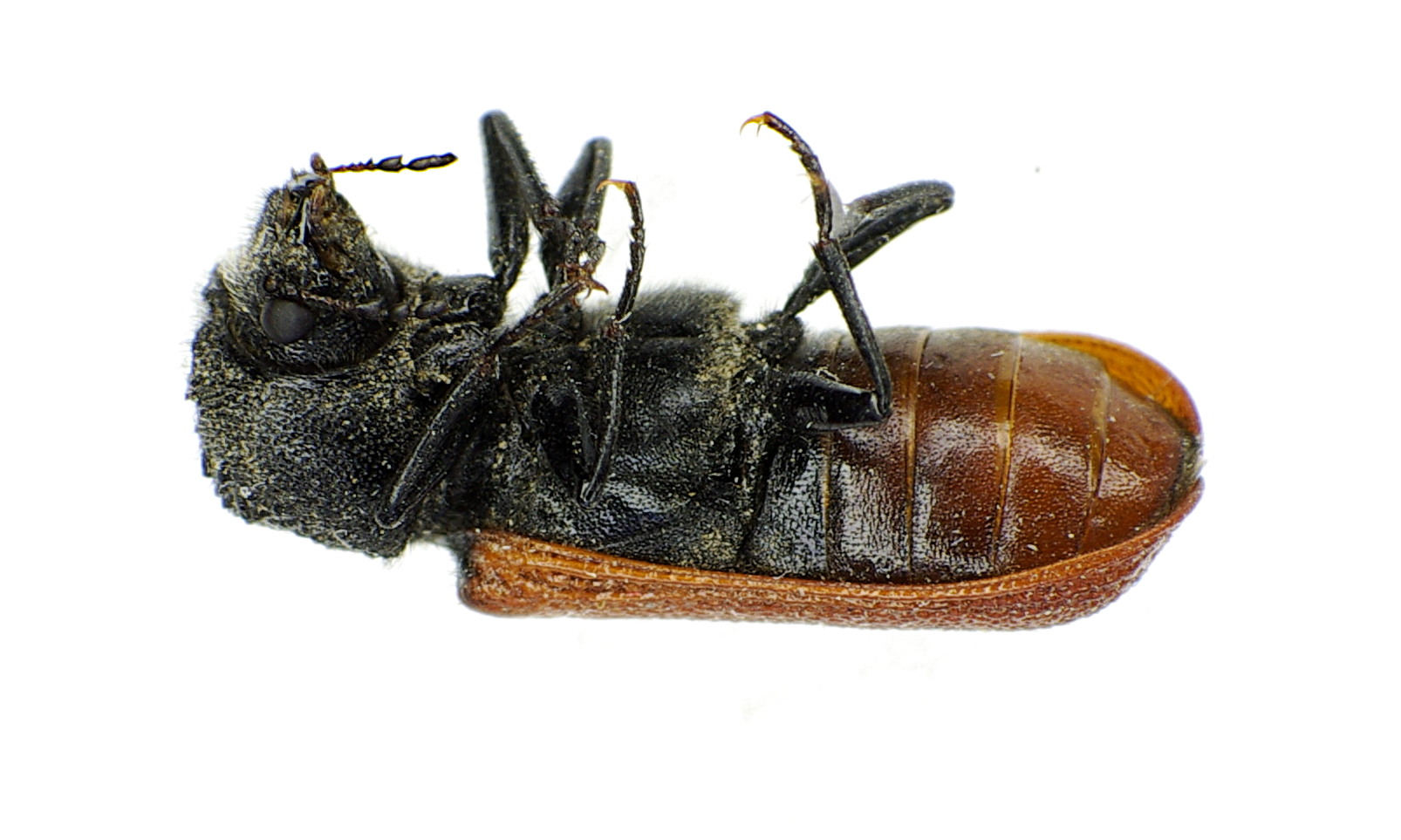
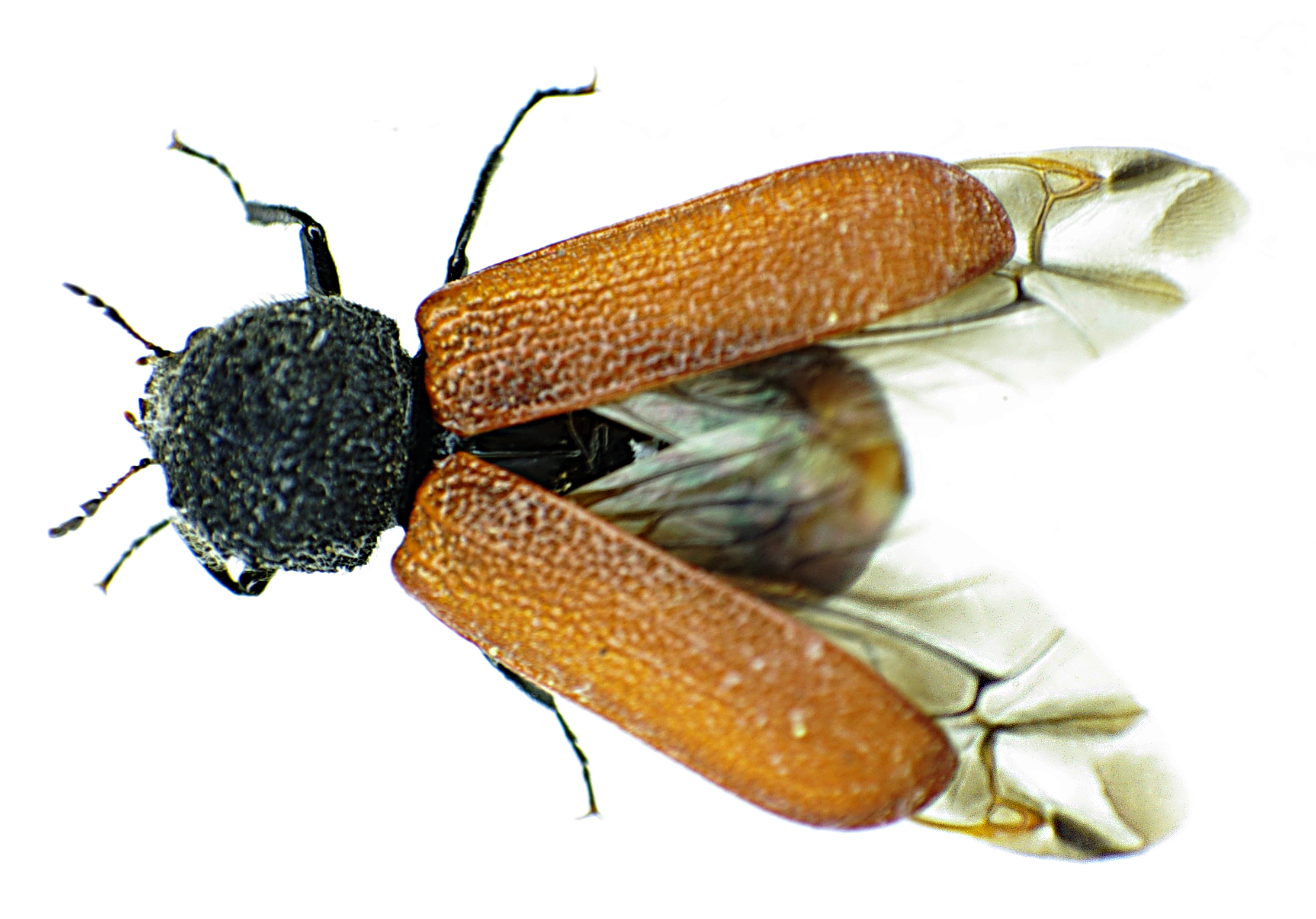